# Long Horsley Common
Long Horsley Common var en civil parish 1894–1955 när det uppgick i Longhorsley, i grevskapet Northumberland i England. Civil parish var belägen 10 km från Morpeth och hade 0 invånare år 1951. Det inkluderade byn Longhorsley.